# 2015 في الصين
فيما يلي قوائم الأحداث التي وقعت خلال عام 2015 في الصين.

## أحداث
- 12 أغسطس – انفجارات تيانجين 2015

## رياضة
- 18 يوليو – طواف بحيرة تشينغهاي 2015 الفائزون ماركو كمب، حسين علي زاده، رادوسلاف روجينا، Kolss-BDC 2015  [لغات أخرى]‏، Francisco Colorado [الإنجليزية]‏.

## أفلام
من الأفلام التي صدرت هذه السنة في الصين:
- 1 يناير – الذئب المحارب من إخراج وو جينغ.
- 1 يناير – السمكة الكبيرة والبيغونيا
- 1 يناير – الطريقة الثالثة للحب من إخراج جون إتش لي.
- 1 يناير – الناقل بالوقود من إخراج Camille Delamarre [الإنجليزية]‏.
- 1 يناير – كسر نقطة من إخراج إيركسون كور.
- 18 فبراير – دراغون بليد من إخراج دانيال لي (مخرج).
- 15 أكتوبر – غضب من إخراج ديفيد آير.
- 18 ديسمبر – موجين: الأسطورة المفقودة من إخراج Wuershan [الإنجليزية]‏.

## وفيات

### ديسمبر
- 13 ديسمبر – بنديكت أندرسون (مواليد 1936)